# Gustav Satter
Gustav Satter (Rann, Eslovènia, 12 de febrer de 1832 - Viena, Àustria, 1879) fou un compositor i pianista austríac.
Des de molt jove es donà a conèixer com a concertista i compositor, però anul·la les seves primeres obres i perfeccionà els seus coneixements musicals, primer a Viena i després a París. Després va fer un viatge a Amèrica on donà lliçons a diversos alumnes entre ells en Benjamin Johnson Lang, i en tornar a Europa el 1862 es trobà amb què les seves obres havien estat calorosament recomanades per Berlioz.
Després d'haver recorregut quasi tot Europa, donant concerts de piano, fixà la seva residència a Viena i més tard a Estocolm. Entre les seves obres principals hi figuren:
- Olanthe, òpera,
- Lorelei, Jules Cesar, An die Freunde, obertures,
- Dues simfonies,
- Washington, quadre simfònic,

A més de quartets i trios per a piano i instruments d'arc i d'altres composicions.